# 聖母愛児園
聖母愛児園（英語: Seibo Aijien）は、横浜市中区山手町に社会福祉法人 聖母会が創設した児童養護施設。
児童家庭支援センターを併設。2005年(平成17年)10月より社会福祉法人 キリスト教児童福祉会（創立者 モード・パウラス）が運営している。

## 概略
THE YOKOHAMA HOSPITAL(旧横浜一般病院)の玄関先に放置されていた棄児を、病院の一角を利用し収容・保護したことで、1946年(昭和21年)4月より終戦直後の横浜市で、駅や道路に置き去りにされている乳児を警察や自治体職員が保護し病院へ預けにきた。そのため看護師のシスター達が子どもたちの養育を始めた。同年9月に乳児院を新設、名称を「聖母愛児園」とし児童福祉施設として独立。

昭和20年代は、戦後の混乱期であり生後間もない子どもたちが置き去りにされていたが、発疹チフス、痘そう、コレラ等の伝染病が蔓延していたため保護しても疾病や栄養失調等で死亡に至るケースがあった。

## 沿革
- 1863年（文久3年）　｢THE YOKOHAMA PUBLIC HOSPITAL｣　設立
- 1867年（慶応3年）3月　｢THE YOKOHAMA GENERAL HOSPITAL」と改名。近隣に移転
- 1929年（昭和4年）3月　社団法人マリア奉仕会設立認可
- 1935年（昭和10年）　THE YOKOHAMA GENERAL HOSPITALの責務を大和奉仕会が受託
- 1942年（昭和17年）5月　THE YOKOHAMA GENERAL HOSPITALが敵産に指定
- 1944年（昭和19年）　「社団法人マリア奉仕会」を｢社団法人大和奉仕会」に名称変更
- 1944年（昭和19年）1月　「財団法人横浜一般病院」設立認可。大蔵省は敵産として接収した国有財産たる病院財産を無償譲渡。
- 1945年（昭和20年）8月15日　太平洋戦争終戦。連合軍進駐、ダグラス・マッカーサーホテルニューグランド入り横浜一般病院山手病舎は進駐軍に接収され欧米人の運営に復帰。THE YOKOHAMA GENERAL HOSPITALの名称に戻る。
- 1946年（昭和21年）4月　病院の玄関先に子どもが置き去りにされていた。病院の一角を利用して、収容・保護を開始。
- 1946年（昭和21年）5月31日　児童福祉事業として創立。
- 1946年（昭和21年）9月　現在地に乳児院を新設、名称を聖母愛児園として独立。
- 1950年（昭和25年）4月　「聖母愛児園」養護施設認可。
- 1950年（昭和25年）　THE YOKOHAMA GENERAL HOSPITALは、The Bluff Hospital（山手病院）と改称
- 1952年（昭和27年）　「社団法人大和奉仕会」が「社会福祉法人聖母会」に名称変更認可
- 1955年（昭和30年）　聖母愛児園分園「ファチマの聖母少年の町」落成。
- 1960年（昭和35年）　アメリカへの国際養子縁組終了。
- 1971年（昭和46年）　「ファチマの聖母少年の町」閉鎖。アフターケア施設ヨゼフ寮として存続。
- 1977年（昭和52年）3月　幼児減少のため乳児部を閉鎖。
- 2001年（平成13年）　分園型自活訓練事業、本郷ホーム開始。翌年10月地域小規模児童養護施設として認可。
- 2005年（平成17年）10月　「社会福祉法人聖母会」から「社会福祉法人キリスト教児童福祉会」へ経営（財産）移管
- 2011年（平成23年）10月　児童家庭支援センターみなと開所
- 2024年（令和6年）　地域小規模児童養護施設 千代崎ホーム開始

沿革詳細

## 聖母愛児園と混血児（児童台帳より）
1952年（昭和27年）の厚生省による実数把握調査により、「混血孤児」を最も多く保護した施設として記録されている「聖母愛児園」には、児童台帳(昭和22年～昭和56年)・児童動静簿(昭和21年～昭和39年)・養子縁組台帳(昭和23年～昭和50年)・写真台帳(昭和21年～昭和30年)・在籍児童移動簿(昭和22年～昭和28年)・児童退所名簿(昭和22年～昭和41年)・死亡台帳(昭和22年～昭和39年)・戸籍謄本簿(昭和20年代初頭)・養子縁組関係書類綴(昭和28年～昭和40年代)等の貴重な資料が残されている。これらの資料は、「自分のルーツを知りたい」とのアメリカ（国際養子縁組者)からの問合せ対応に、2023年(令和5年)まで活用され戦後処理の一端を担った。(2006年から2023年の18年間で33名の問合せ)ただし母親や父親の側からの問合せは0件である。
問合せ者は、本人22名、家族(妻・子ども・孫)7名、知人4名である。家族の場合は、「過去を知らないようなのでルーツを調べてサプライズで伝えたい」と言う理由が多かった。問合せ者の内、7名が聖母愛児園に訪問し情報開示を受けた。
＊時代背景を知る上で、Wikipedia「連合国軍占領下の日本」と「占領期日本における強姦」を参照。
資料には、戦後当時、子どもたちが、どのように棄児されたのか、母の職業などが記録されている。
棄児された状況では、「電柱に縛り付けられて捨てられていた」「電車の中での出生」「保護した警官宅での出生」「実母や友人の家にこどもを置き逃走」「病院」「劇場」「駅構内」「公衆便所」「公園」「お医者さん宅の勝手口」「立派な建物前」などがある。
母の職業は、昭和21(1946)年から昭和23(1948)年頃は、棄児（捨子）が多かったため、親の情報記載は、少ない。そんな中、最も多く記載された職業は、「ダンサー」、次が、「アメリカ家庭の女中」である。「芸者」や「キャバレー」などの記載はあるが、「赤線などの娼婦や慰安婦」の記載はない、「学校の教員」「看護師」「貧しき家庭の娘なり」「家庭は極貧」「某良家の長女」などの記載もある。

## GIベビーと名も無き子どもたち
GIベビー（混血孤児）について、横浜市ふるさと歴史財団による調査によると、資料記載の父の国籍欄情報は、棄児の場合は肌の色などで判別していると考えられるため、正しい国籍を反映しているとは限らないが、占領軍兵士を現わすと考えられるアメリカ国籍の父から生まれた子ども(GIベビー)の数を年別にみると、1946年（昭和21）19名、1947年（昭和22）99名、1948年（昭和23）63名、1949年（昭和24）40名、1950年（昭和25）23名、1951年（昭和26）20名、1952年（昭和27）19名と、1947年（昭和22）をピークとして1950年（昭和25）以降は20名前後が継続して入所している。
敗戦直後から次第に入所児童が減少する要因として、1949年（昭和24）4月号の『食生活』記事、「天使と遊ぶ孤児たち」において、記者に対し施設長は女性たちが「妊娠を中断する方法」を学んだために、入所児童が少なくなったという推測を語っている。避妊具を使用しない、占領軍兵士の無責任な姿勢や、女性たちが中絶手術を受けられない戦後混乱期の状況が、本資料の数値に表れている。
棄児の中には、亡くなった子どもたちが多くいた。資料では、昭和22年53名、昭和23年38名、以後は、一桁台で記録されている。その昭和22年23年では、約80%の児童は1年未満に亡くなっている。その死因は、早産が28%、肺炎21%、先天性梅毒11%、消化不良10%、脳膜炎、結核なども記録されている。埋葬地は、法人の納骨堂が72%、近くのお寺が18%、そして、家族の引き取りが8%であった。記録上の子どもたちには、名前が記載されている。これらは、記録に残されている数字だが、市中で保護されたときに既に亡くなっていた場合、聖母愛児園に保護されることもなく命名されることもなく記録にも記載されない「名も無き子どもたち」がどのように埋葬されたのかの記録は残されていない。

## 墓標のない無数の小さな十字架
横浜市中区の根岸外国人墓地の案内板は、横浜山手ライオンズクラブが1988年に横浜市と文面を協議して作成したものを寄贈。2000年に横浜市が補修した。2015年に案内板の英文が消えかかっていたため横浜山手ライオンズクラブの関係者が原文を確認。「戦後の占領下で進駐軍と日本人女性の間に生まれた「GIベビー」が埋葬されているという」との記述が「第2次大戦後に埋葬された嬰児（幼児）など、埋葬者名が不明なものも多い」と英文も日本文も変更されていたことに気づいた。横浜市は、これらの記録が確認できないため、断定的な文言を避けるために変更を行ったと説明している。それに対して 地域住民は過去と向き合うべきだと反発した。郷土史研究家の田村泰治は、長年の調査の中で、墓標のない無数の小さな十字架が、一帯を埋め尽くしていたのを見たとの墓の元管理人の証言を得ている。

## 聖母愛児園分園（ファチマの聖母少年の町）
アメリカ人兵士と日本人女性との間に生まれ、学齢期に達した混血孤児（男児）を収容するため、聖母愛児園の分園として昭和30（1955）年、神奈川県大和市の約八千坪の敷地に開設。カトリック教会聖職者 荒井勝三郎が開設に貢献。混血児に対する偏見が強かった時代、最盛期には60人ほどの子どもたちがここで集団生活をした。当初、大和市の地元の住民や小学校の反対で入学が出来ず、毎日大和市から横浜市の小学校（横浜市立元街小学校）へスクールバスで通うということが5年間続いた。交通量の増加などでバス通学が困難になったため、交渉の末、昭和35（1960）年から大和市立林間小学校へ通学できるようになる。その後、在園者・入園者の減少や社会状況の変化などによりその役割を終え、昭和46（1971）年3月に「ファチマの聖母少年の町」としての一切の業務を終了した。

## カトリック系からルーテル系への経営（財産）移管
戦争による戦災孤児を救済するためにカトリック系による児童養護施設が各地に設立された。シスター（修道女）による運営は女子児童の措置が中心となるが時代のニーズは男子児童の措置受入の要請や施設老朽化整備を求めた。またシスター(修道女)の高齢化などの要因により、移転、経営移管、合併、廃止などが生じた。
カトリックに対して、マルチン・ルターによる宗教改革でルーテル系が誕生し、そこから派生していった宗派がプロテスタント系となるが、カトリック系の社会福祉法人 聖母会が、ルーテル系の社会福祉法人キリスト教児童福祉会に、「児童養護施設 聖母愛児園」を2005年(平成17年)無償で経営（財産）移管した。このような事例が歴史的にあるかどうかは判明していない。その手続きに貢献したのが理事長 森勉であった。
1953年(昭和28年)に熊本県で龍田寮事件(たつたりょうじけん)があった。ハンセン病への差別や偏見が強かった地元住民による未感染児童(国立療養所菊池恵楓園)の就学反対運動である。県内の児童養護施設で極秘に受け入れ各々の地域で就学させるとの趣旨に賛同した、社会福祉法人 聖母会と社会福祉法人 キリスト教児童福祉会の関係性がその後の経営（財産）移管に繋がった。

## Wikipedia内 関連項目
・聖母会 ・戦後混乱期 ・国際養子 ・混血 ・連合国軍占領下の日本 ・占領期日本における強姦 ・赤線 ・ララ物資 ・慰安婦 ・横浜市ふるさと歴史財団 ・横浜都市発展記念館 ・横浜外国人墓地 ・GIベビー ・荒井勝三郎 ・龍田寮事件 ・森勉 (牧師) ・モード・パウラス ・日本福音ルーテル教会 ・エリザベス・サンダース・ホーム ・児童養護施設 ・ファチマの聖母少年の町

## 関連記事とレポート
・婦人民主新聞 : 79号 (1948.5.6), 婦人民主クラブ. 

・天使と遊ぶ孤児たち　横浜聖母愛児園を訪う 食生活 1949年4月号

・少女世界 2(8), 富国出版社, 1949-08

・小学校か、委託か 文部省収容園の陳情で検討 朝日新聞 1951年11月20日 保存記録：国立国会図書館

・一足先にXマス－海越えて聖母愛児園へプレゼント 読売新聞 1951年11月20日 保存記録：神奈川県立図書館

・占領の'落し子'たち 旬刊読売 1952年4月1日

・混血児をどうする 東京日日新聞 1952年8月14日

・混血児地帯を行く　婦人生活 1952年8月1日 保存記録：国立国会図書館

・かりそめの子という勿れ_学齢混血児の生きている記録 週刊サンケイ 1953年2月15日

・混血児もなかよく 聖母愛児園の20名、初入学　神奈川新聞 1953年4月2日 保存記録：国立国会図書館

・混血孤児に入国査証 米国からXマスの贈り物に　朝日新聞 1954年12月18日 保存記録：東京大学附属図書館

・混血の孤児五名が米へ養子に　毎日新聞 1955年1月9日 保存記録：東京大学付属図書館

・混血児就学して二年半_教育　朝日新聞 1955年11月18日 保存記録：東京大学付属図書館

・混血児の養子縁組激増_一般　朝日新聞 1956年6月9日 保存記録：東京大学付属図書館

・全国で3490人　頼みの綱は養子縁組　講演時報 1957年9月1日 保存記録：国立国会図書館

・「混血児教育」 研究紀要2号 元街小学校 1959年 横浜市立図書館 書誌番号 1190515635

・よこはま教育時報 (44), 横浜市教育委員会事務局, 1959年  「混血児教育について」佐野孝

・混血児白書、元街小学校でまとめる、ひどい知能のおくれ、なじまずグループ作る　毎日新聞 横浜版 1960年3月19日 保存記録：国立国会図書館

・敗戦の落とし子混血児、さしせまる就職問題　神奈川新聞 1960年12月4日 保存記録：国立国会図書館

・社会へ巣立つ混血児 聖母愛児園の二人 神奈川讀賣 1963年1月25日

・GIベビーの実像 時代の正体 戦後70年 神奈川新聞 2015年8月12日

・埋もれた存在「混血孤児」書籍化へ 東京新聞 2025年1月16日

・広報よこはま なか区版 2025年8月  歴史の散歩道No.310 横浜の「GIベビー」を保護した聖母愛児園

## 関連書籍
- ダレル・ベリガン著 「OFF LIMITS : くらやみの登場者たち」 世界評論社 1949年
- 混血児 高﨑節子著 同光社磯部書房 1952 203p262p265p
- 敗戦の哀歌: ヨコハマ.フオト.ドキュメント 奧村泰宏 有隣堂, 1981 18p45p46p ISBN 4896600452, 9784896600452
- 激流: かながわ昭和史の断面 : 神奈川新聞40 年の報道写真から 神奈川新聞社, 1982 43p213p
- 貫逹人「原始古代中世近世図說神奈川県の歴史 第2巻」有隣堂、 1986年、ISBN 4896600738
- コンタクト・ゾーンの人文学. 第1巻 コンタクト・ゾーンとしての占領期ニッポン 田中雅一 著 1955 晃洋書房
- 性暴力問題資料集成, 第 6 巻 不二出版, 2004 151p156p
- 日本管区「日本におけるマリアの宣教者フランシスコ修道会の歴史」 2011年
- 塩見鮮一郎「戦後の貧民」 文藝春秋 2015年、ISBN 9784166610426
- 横浜都市発展記念館「焼け跡に手を差し伸べて」　横浜市ふるさと歴史財団、2016年
- 横浜都市発展記念館「戦後横浜に生きる」　横浜市ふるさと歴史財団、2018年
- 上田誠二 「混血児」の戦後史 青弓社 2018年 ISBN 9784787234414
- 山崎洋子「女たちのアンダーグラウンド」　亜紀書房、2019年、ISBN 9784750515816
- 岡部えつ「母をさがす : GIベビー、ベルさんの戦後」　亜紀書房、2024年、ISBN 9784750518107
- 横浜美術館「おかえりヨコハマ」 torch press 2025年　ISBN 978-4-907562-54-0
- 横須賀1953 「混血児」洋子＝バーバラの物語 木川剛志 えにし書房 2025 ISBN 978-4-86722-140-2
- 戦後80年 戦争の記憶 戦中・戦後を生きた横浜の人々 横浜都市発展記念館・横浜開港資料館 2025
- モード・パウラスの物語「くるみの実のなるころ」潮谷總一郞著
- 愛と福祉のはざまに モード・パウラス著 稲冨いよの訳 聖文舎

## 関連報道
- 金曜プレミアム・再会～生き別れた家族に逢いたい～　フジテレビ　2019年1月25日放送
- 「戦争の“負の歴史” 後世にどう残す」 NHK おはよう日本 2019年12月13日放送
- 「ぼくらは“戦友”だった〜ボーイズ・タウンの子どもたち〜」ハートネットTV NHK 2021年8月9日放送
- 「ずっと、探し続けて～“混血孤児”とよばれた子どもたち～」ETV特集　NHK　2021年11月27日放送
- 映画「Yokosuka1953」監督：木川剛志 制作年：2021年
- 差別と偏見のはざまで戦争が生んだ子どもたち　ABCテレビドキュメンタリースペシャル　2022年3月19日放送
- BS1スペシャル FIND MY LIFE ―戦後78年目のGIベビーたち― 2023年9月17日放送
- [戦後79年]占領軍兵士を父に持つ「混血孤児」と呼ばれた子どもたち　テレビ神奈川　2024年8月15日放送